# Спишеран
Спишеран (фр. Spicheren) — коммуна на северо-востоке Франции, регион Эльзас — Шампань — Арденны — Лотарингия, департамент Мозель, округ Форбак — Буле-Мозель, кантон Стирен-Вандель.

## Географическое положение

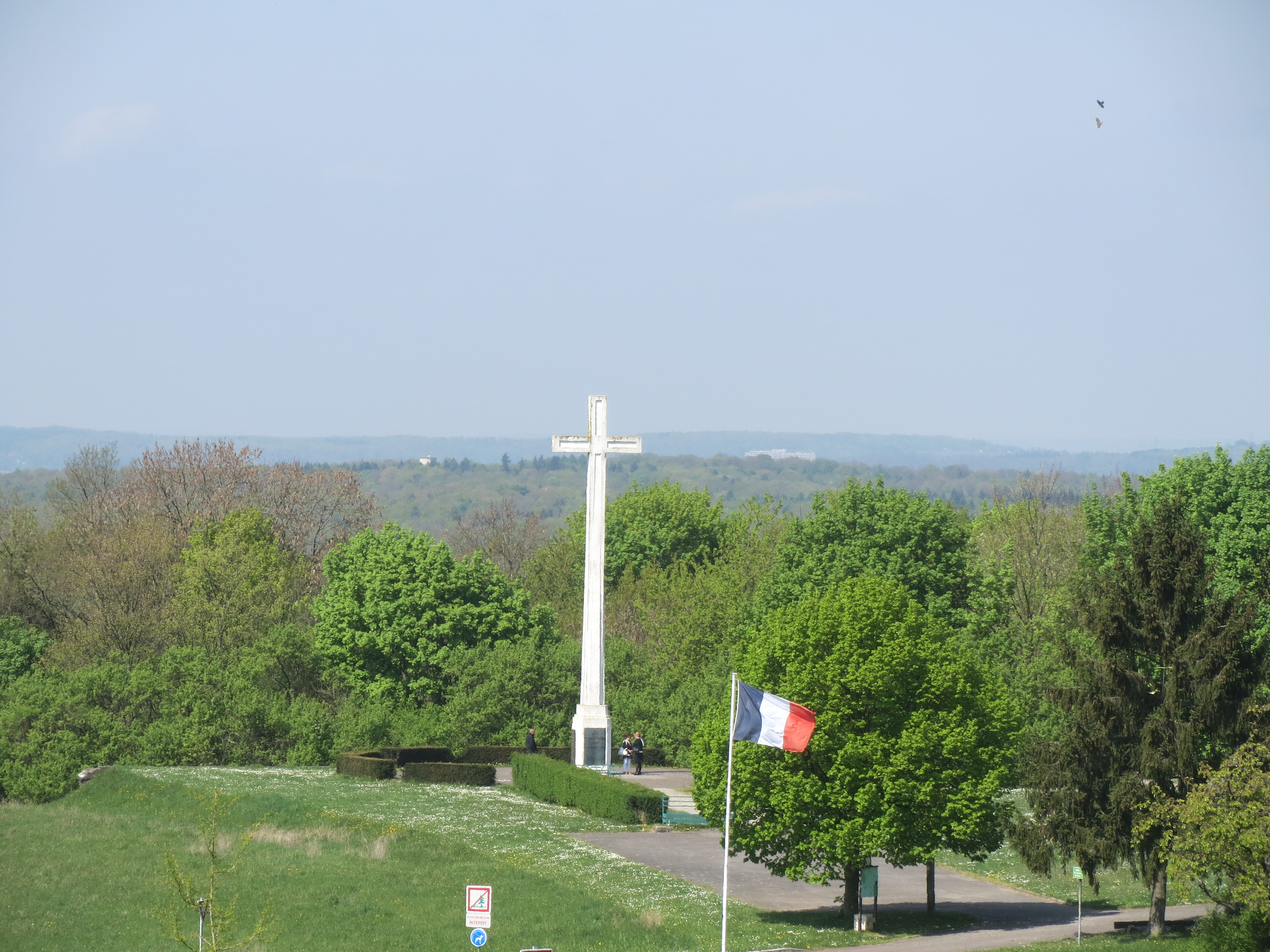
Крест в память о французских солдатах, погибших в битве при Спишеран.

Спишеран расположен на франко-германской границе в природном лесном регионе Варндт в 340 км к востоку от Парижа и в 60 км к востоку от Меца.

## История
- Впервые упоминается в 1259 году.
- 6 августа 1870 года под Спишераном произошла битва между французскими и прусскими войсками, в результате которой два французских корпуса под командованием генерала Фроссара отступили и открыли путь немецкой армии на Мец и Париж.

## Демография
По переписи 2011 года в коммуне проживало 3 207 человек.

## Достопримечательности
- Пещера эпохи палеолита с костями животных обнаружена в окрестностях коммуны в 1926 году.
- Крест в память битвы 1870 года. 15-метровый крест и три пограничных камня поставлен в 1993 году.
- Церковь Сен-Лоран (XVIII век).